# Auf’m Knoll
Auf'm Knoll ist ein 738,4 m ü. NHN hoher Berg im Rothaargebirge. Er befindet sich zwischen Usseln und Titmaringhausen auf der Grenze vom Landkreis Waldeck-Frankenberg in Nordhessen zum Hochsauerlandkreis in Nordrhein-Westfalen.

## Geographie

### Lage
Auf'm Knoll erhebt sich im Nordostteil des Rothaargebirges auf der Nahtstelle der fließend ineinander übergehenden Bergregionen Upland und Sauerland mit dem Naturpark Diemelsee (Nordhessen) im Norden und Naturpark Sauerland-Rothaargebirge (Westfalen) im Süden. Sein Gipfel liegt 2,7 km südwestlich von Stryck und 2,4 km südöstlich von Usseln (Ortsteile von Willingen) sowie 1,4 km nordwestlich von Titmaringhausen (Stadtteil von Medebach).

### Naturräumliche Zuordnung
Auf'm Knoll gehört in der naturräumlichen Haupteinheitengruppe Süderbergland (Nr. 33), in der Haupteinheit Rothaargebirge (mit Hochsauerland) (333) und in der Untereinheit Winterberger Hochland (333.5) zum Naturraum Langenberg (333.58). Die Landschaft leitet nach Osten in den zur Untereinheit Upland (333.9) zählenden Naturraum Inneres Upland (333.90) über und nach Südosten in den Naturraum Grafschafter Kammer (mit Upländer Tor) (332.52), der in der Haupteinheit Ostsauerländer Gebirgsrand (332) zur Untereinheit Grafschafter Bergland (332.5) gehört.

### Berghöhe
Auf'm Knoll ist laut dem am Gipfel – wenige Meter südlich der hessisch-westfälischen Grenze – befindlichen trigonometrischen Punkt 739,3 m hoch. In Gipfelnähe sind auf topographischen Karten die Höhenangaben „739.1“ in Westfalen und 738,4 m in Nordhessen zu finden.

### Fließgewässer und Wasserscheide
Auf'm Knoll liegt auf der Diemel-Eder/Fulda/Weser-Wasserscheide. Die nach Nordosten fließende Diemel, die rund 700 m (Luftlinie) nordöstlich des Gipfels entspringt, entwässert direkt in die Weser. Der Aarbach, dessen Quelle etwa 350 m nordwestlich des Gipfels liegt, mündet in den etwas westlich vom Berg verlaufenden Diemel-Zufluss Itter. Das Wasser der Wamecke, die rund 980 m westsüdwestlich des Gipfels entspringt, macht einen südlichen Umweg durch die Wilde Aa (Aar), die am wenige Kilometer weiter südwestlich gelegenen Krutenberg entspringt und von dort in östliche Richtungen fließt, und dann durch die Orke, Eder und Fulda zur Weser.

## Schutzgebiete
Auf westfälischer Seite liegen auf der Südflanke von Auf'm Knoll Teile des Naturschutzgebiets (NSG) Wamecke-Wilde Aar (CDDA-Nr. 319285; 2002 ausgewiesen; 66,25 ha groß). Bis auf die Ostflanke reichen solche des NSG Kahle Pön (NSG-Nr. 318616; 2002; 95,77 ha), das in etwas anderen Grenzen auch als Fauna-Flora-Habitat-Gebiet Kahle Pön (FFH-Nr. 4717-308; 97 ha) ausgewiesen ist. Bis auf die Gipfelregion reichen von Süden Teile des Landschaftsschutzgebiets Medebach (CDDA-Nr. 555555156; 1983; 44,6114 km²) und des Vogelschutzgebiets Medebacher Bucht (VSG-Nr. 4717-401; 138,72 ha).